# Bomolocha squalida
Bomolocha squalida är en fjärilsart som beskrevs av Butler 1879. Bomolocha squalida ingår i släktet Bomolocha och familjen nattflyn. Inga underarter finns listade i Catalogue of Life.